# Мехонське
Мехо́нське (рос. Мехонское) — село у складі Шатровського району Курганської області, Росія. Адміністративний центр Мехонської сільської ради.
Населення — 1595 осіб (2010, 1848 у 2002).
Національний склад станом на 2002 рік: росіяни — 96 %.

## Постаті
Працював Алещенко Лев Миколайович (1937—2013) — український лікар-хірург, відмінник охорони здоров'я СРСР, заслужений лікар України, Почесний громадянин Кременчуцького району.